# Ethel Seymour
Ethel Seymour   (West Ham, 6 de març de 1897 - Hampstead, 13 de novembre de 1963) va ser una gimnasta artística britànica que va competir durant la dècada de 1920.
El 1928 va prendre part en els Jocs Olímpics d'Amsterdam, on guanyà la medalla de bronze en el concurs complet per equips del programa de gimnàstica.